# Vitešinec
Vitešinec – wieś w Chorwacji, w żupanii varażdińskiej, w mieście Ivanec. W 2011 roku liczyła 96 mieszkańców.